# Березовец (древнерусский город)
Березовец — древний город в Новгородской земле, упоминающийся в «Списке русских городов дальних и ближних». По данным советского археолога С. А. Таракановой, проводившей раскопки городища в 1938—1940 годах, в Березовце находилась усадьба новгородской посадницы Марфы Борецкой.

## Городище
Березовецкое городище расположено на восточном берегу Берёзовского плёса озера Селигер в деревне Берёзовый Рядок. Оно представляет собой высокий холм с крутыми скатами высотой до 9—14 метров и горизонтальной площадкой. В плане городище имеет яйцевидную форму, его площадь составляет 0,22 гектара. В древности воды озера омывали склоны городища с трёх сторон. Раскопки на площадке у восточного склона (вся площадка занята кладбищем), по которому проходит въезд, показали, что по краю площадки городища проходил вал, сооружённый из крупных валунов, глины и песка, креплёных деревом. Изучение конструкции вала и находки в культурном слое (бронзовый браслет XIV века и др.), на котором этот вал покоился, доказали, что вал был сооружён в новгородское время. Владельческий двор Борецкой возник здесь на месте более раннего поселения, о чём говорят находки славянской лепной и курганного типа керамики. При раскопках в культурном слое, составляющем 1 м, были найдены остатки наземного жилища с печью-каменкой, обломки оконной слюды, ножи, ключи, рыболовные крючки, грузила от сетей, шиферные пряслица и т. п.

## История
Основание поселения датируется IX веком, к концу XII — началу XIII века оно превратилось в мощный новгородский город-крепость, который стоял на волоке, на вершине водораздела между Балтикой и Каспием. Три версты волока между Селигером и верховьями недалекой здесь реки Щеберихи, впадающей в Полу и далее — в Ильмень, были ключом к одной из ветвей селигерского пути.
Березовец упоминается в договоре литовского великого князя Казимира IV с Новгородом 1440 года: «На Березовцы взяти мне великому князю полтора рубля да 20 куниц, на Стержи 30 куниц да 60 белок да петровщины рубль, а в Жабне 12 куниц да 40 белок да петровщины рубль, а пиво с перевары, да мед сытити по силе …»
Во второй половине XV века ослабевшую крепость вместе с другими новгородскими землями взял великий московский князь Иван III. В Писцовой книге Деревской пятины среди присоединенных новгородских владений подробно описывается и городок Березовец: «Волость великого князя Березовец Марфинская Исаковы, что была за князем за Иваном. На городище церковь Рождества пречистыя богородицы, да двор большой. На посаде на церковной земле поп Ивоня, дияк Олешко, сторож церковный Калинка. А тяглых людей на посаде 44 двора …»
Под властью Москвы, когда было утеряно значение Селигерского водного пути, и особенно после польско-литовской интервенции крепость окончательно пришла в упадок и опустела. При составлении дозорной книги в 1620 года Березовский погост найден уже пустым.